# Бергара – Ірун
Бергара – Ірун  – газопровід на півночі Іспанії.
Наприкінці 1970-х років проклали газопровід Тівісса – Аро – Бергара, що створило передумови для подачі ресурсу до північно-східного регіону Басконії та створення тут інтерконектору з газотранспортною системою Франції. Для цього в 1984 – 1990 роках спорудили трубопровід до прикордонного з Францією Іруну довжиною 89 кілометрів та діаметром 400 мм.
В першій половині 2000-х далі на захід почав роботу термінал для прийому зрідженого природного газу Більбао ЗПГ, видача продукції з якого, зокрема, відбувається по трубопроводу Більбао – Бергара. При цьому в 2007  році спорудили другу нитку Бергара – Ірун, яка має довжину 92 кілометра та виконана в діаметрі 650 мм.
Трубопроводи Бергара – Ірун працюють з робочим тиском 7,2 – 8 МПа.
Можливо також відзначити, що окрім інтерконектору в Ірун газотранспортні системи Іспанії та Франції сполучає інтерконектор в Ларрау.